# Баташево
Баташево је археолошко налазиште на територији општине Младеновац, на источној страни Баташевског потока, који се улива у реку Велики Луг око 500 метара јужно од локалитета. Уписан је у регистар 1986. године као античко насеље. На падини према потоку откривени су остаци из брознаног, античког доба и ранословенско насеље из VII и IX–X века.

## Историјат ископавања
Музеј Младеновца је дошао у посед бакарног новца Констанса и неколико примерака праисторијске керамике 1998. године. Налази су отркивени у Баташеву приликом земљаних радова. Сонтажним испитивањем утврђено је вишеслојно налазиште, потврђени су слојеви који припадају старијем неолиту, бронзаном добу, античком и рано средњовековном периоду. Заштитним радовима руководио је кустос музеја Младеновца, В. Катић.
Ископавањима је утврђено постојање остатака античког и ранословенског насеља.
Заштинта ископавања у Македонској улици обављена су од 2004. до 2007. године када је утврђено постојање неолитског насеља.

## Неолитско насеље
Најстарији слој у коме су откривени остаци насеља датује се у период између 6.300 и 6.200. године п. н. е. Слој са насељем из старијег неолита је дебљине између 1 и 1.5 метара. Издвојене су три фазе насеља. Најстаријој припадају овалне земунице укопане у жути лес. Од покретних налаза отркивено је коштано шило, камене алатке и зделе танких зидова. Унутрашњи делови посуда премазани су тамно мрком бојом. У овом културном слоју откривена је и калотаста пећ потковичастог облика.
Од осталих налаза значајне су лонци који имају отиске речних шкољки.
Посуде култне намене, углавном жртвеници и фигурине, такође су израђене од печене земље.
У другој фази откривени су остаци надземних објеката, са кровом на две воде који је вероватно био прекривен сламом или трском.
Овом слоју припада Баташевски питос.
У трећој фази објекти су само делимично констатовани.

## Баташевски питос
Баташевски питос је откривен у другој фази насеља у слоју старијег неолита. Нађен је у објекту за који се сматра да је имао церемонијалну намену. Објекат је страдао у пожару.
Питос је јединствени налаз неолита Балкана. Обојен је црвеном бојом и украшен сложеним рељефним орнаментом. Према изради и месту налаза сматра се да је посуда култног карактера.

## Баташевска пластика
На локалитету су отркивене антропоморфне и зооморфне фигурине, углавном стубасте, седеће и стеатопигних форми. Најзначајнији налаз је Баташевска венера, за коју се претпоставља да представља култ мајке.